# Этрель-э-ла-Монблёз
Этре́ль-э-ла-Монблёз (фр. Étrelles-et-la-Montbleuse) — коммуна во Франции, находится в регионе Франш-Конте. Департамент — Верхняя Сона. Входит в состав кантона Жи. Округ коммуны — Везуль.
Код INSEE коммуны — 70222.

## География
Коммуна расположена приблизительно в 310 км к юго-востоку от Парижа, в 27 км северо-западнее Безансона, в 29 км к юго-западу от Везуля.
По территории коммуны протекает река Морт.

## Население
Население коммуны на 2010 год составляло 85 человек.
| 1962 | 1968 | 1975 | 1982 | 1990 | 1999 | 2010 |
| ---- | ---- | ---- | ---- | ---- | ---- | ---- |
| 84   | 76   | 70   | 69   | 69   | 52   | 85   |

## Экономика

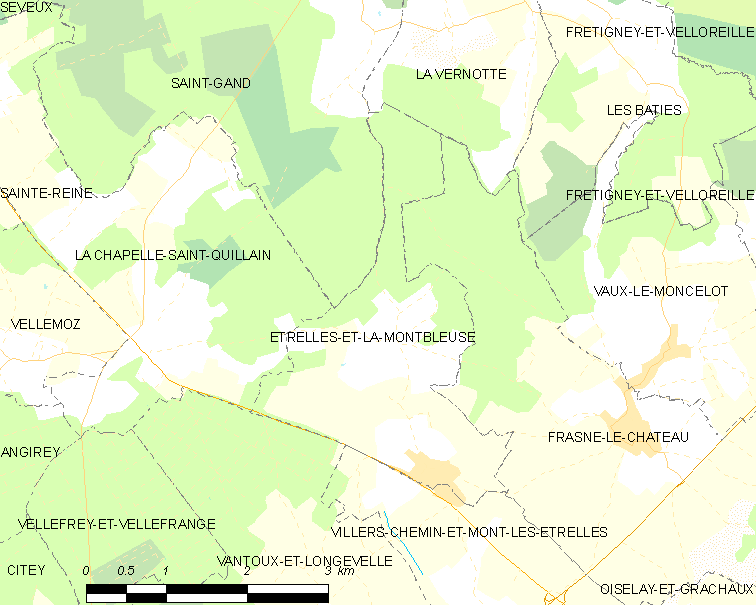
Карта коммуны

В 2010 году среди 55 человек трудоспособного возраста (15—64 лет) 38 были экономически активными, 17 — неактивными (показатель активности — 69,1 %, в 1999 году было 74,3 %). Из 38 активных жителей работали 34 человека (19 мужчин и 15 женщин), безработными было 4 (3 мужчин и 1 женщина). Среди 17 неактивных 1 человек был учеником или студентом, 12 — пенсионерами, 4 были неактивными по другим причинам.